# Mario García Kohly
Mario García Kohly (La Habana, 1875-Madrid, 1935) fue un diplomático, político, jurista, escritor, orador y periodista cubano.

## Biografía
Nació el 10 de abril de 1875 en La Habana. Contribuyó en el periódico La Discusión, además de fundar El Patriota y dirigir Patria. Fue elegido para el cargo de concejal del Ayuntamiento de La Habana en 1901 y al año siguiente como diputado en la Cámara de la República, cargo que volvería a ocupar más adelante. García Kohly, que fue autor de títulos como En la tierra de Juárez, fue destinado en 1913 a España como enviado extraordinario y ministro plenipotenciario. A mediados de la década de 1920 fue nombrado embajador en España, cargo que habría desempeñado hasta 1933. Fallecido en Madrid el 22 de julio de 1935 a causa de un cáncer de estómago, fue enterrado en el cementerio de San Justo.